# Huaso (Pferd)

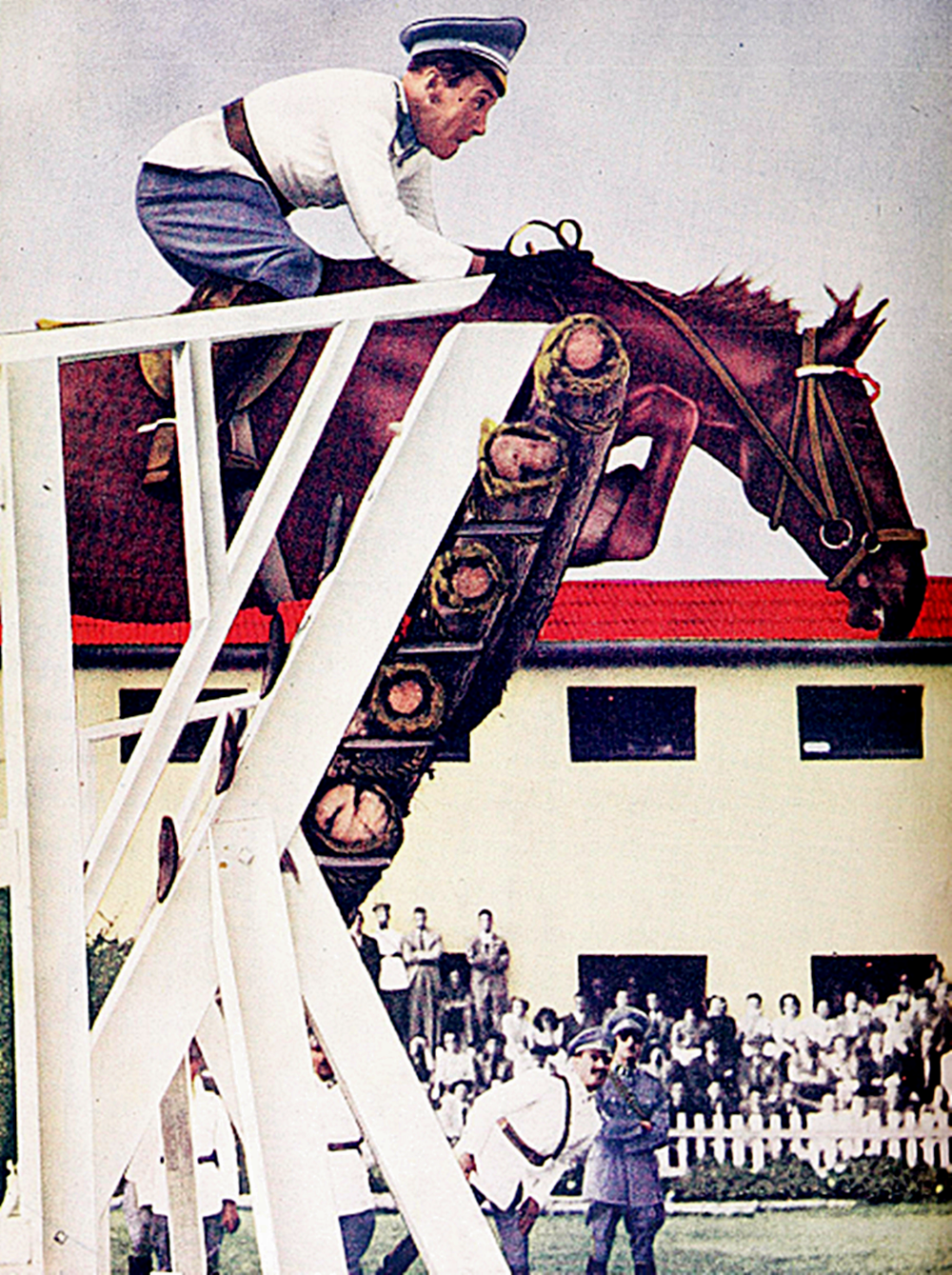
Huaso

Huaso  (* 1933;   † 24. August 1961) war ein englisches Vollblutpferd, welches von dem chilenischen Offizier Alberto Larraguibel geritten wurde. Huaso wurde in Chile geboren und hieß ursprünglich Faithful.
Larraguibel und sein Hengst sprangen den bis heute gültigen Weltrekord im Mächtigkeitsspringen am 5. Februar 1949 in dem sie die Höhe von 2,47 m in Viña del Mar übersprangen. Damit ist dieser Rekord einer der am längsten ungebrochenen Rekorde im Sport.